# Буланов, Андрей Евгеньевич
Андрей Евгеньевич Буланов (3 октября 1971) — советский и российский футболист, нападающий.

## Биография
Воспитанник московских футбольных школ «Москвич» и «Торпедо». На взрослом уровне дебютировал в 1990 году во второй низшей лиге в составе московского «Динамо-2».
В 1990-е годы выступал за команды второго и третьего дивизионов России, в основном из Москвы и Московской области — «Торпедо» (Мытищи), «Автомобилист» (Ногинск), «Рода» (Москва), «Спартак» (Луховицы), «Лотто-МКМ» (Москва). Один сезон провёл в составе «Междуреченска».
В 2001 году перешёл в армянскую «Мику». В первом сезоне стал автором 12 голов и вошёл в топ-5 бомбардиров чемпионата Армении. Всего за два сезона сыграл 26 матчей и забил 19 голов в высшем дивизионе. Стал автором 100-го гола в истории «Мики».
После возвращения в Россию выступал только на любительском уровне. После окончания карьеры принимал участие в соревнованиях ветеранов.